# UCI Women’s World Tour 2022
UCI Women’s World Tour 2022 – 7. edycja cyklu wyścigów kolarskich UCI Women’s World Tour.
W kalendarzu 7. edycji cyklu UCI Women’s World Tour znalazło się początkowo 26 wyścigów (15 jednodniowych i 11 wieloetapowych) rozgrywanych między 29 stycznia a 18 października 2022. Ostatecznie wyścigi Cadel Evans Great Ocean Road Race, Tour of Chongming Island oraz Tour of Guangxi zostały jednak odwołane.

## Kalendarz
Opracowano na podstawie:
| UCI Women’s World Tour 2022   | UCI Women’s World Tour 2022 | UCI Women’s World Tour 2022              | UCI Women’s World Tour 2022 | UCI Women’s World Tour 2022                        | UCI Women’s World Tour 2022                        | UCI Women’s World Tour 2022                           | UCI Women’s World Tour 2022 |
| Data                          | Państwo                     | Wyścig                                   | Kat.                        | Zwyciężczyni                                       | Drugie miejsce                                     | Trzecie miejsce                                       |                             |
| ----------------------------- | --------------------------- | ---------------------------------------- | --------------------------- | -------------------------------------------------- | -------------------------------------------------- | ----------------------------------------------------- | --------------------------- |
| 5 mar                         | Włochy                      | Strade Bianche Donne                     | 1.WWT                       | Lotte Kopecky (SD Worx)                            | Annemiek van Vleuten (Movistar Team)               | Ashleigh Moolman-Pasio (SD Worx)                      |                             |
| 12 mar                        | Holandia                    | Ronde van Drenthe                        | 1.WWT                       | Lorena Wiebes (Team DSM)                           | Elisa Balsamo (Trek-Segafredo)                     | Lotte Kopecky (SD Worx)                               |                             |
| 20 mar                        | Włochy                      | Trofeo Alfredo Binda-Comune di Cittiglio | 1.WWT                       | Elisa Balsamo (Trek-Segafredo)                     | Sofia Bertizzolo (UAE Team ADQ)                    | Soraya Paladin (Canyon-SRAM Racing)                   |                             |
| 24 mar                        | Belgia                      | Classic Brugge-De Panne                  | 1.WWT                       | Elisa Balsamo (Trek-Segafredo)                     | Lorena Wiebes (Team DSM)                           | Marta Bastianelli (UAE Team ADQ)                      |                             |
| 27 mar                        | Belgia                      | Gandawa-Wevelgem                         | 1.WWT                       | Elisa Balsamo (Trek-Segafredo)                     | Marianne Vos (Team Jumbo-Visma)                    | Maria Giulia Confalonieri (Ceratizit-WNT Pro Cycling) |                             |
| 3 kwi                         | Belgia                      | Ronde van Vlaanderen voor Vrouwen        | 1.WWT                       | Lotte Kopecky (SD Worx)                            | Annemiek van Vleuten (Movistar Team)               | Chantal van den Broek-Blaak (SD Worx)                 |                             |
| 10 kwi                        | Holandia                    | Amstel Gold Race                         | 1.WWT                       | Marta Cavalli (FDJ-Nouvelle Aquitaine-Futuroscope) | Demi Vollering (SD Worx)                           | Liane Lippert (Team DSM)                              |                             |
| 16 kwi                        | Francja                     | Paryż-Roubaix Femmes                     | 1.WWT                       | Elisa Longo Borghini (Trek-Segafredo)              | Lotte Kopecky (SD Worx)                            | Lucinda Brand (Trek-Segafredo)                        |                             |
| 20 kwi                        | Belgia                      | La Flèche Wallonne Féminine              | 1.WWT                       | Marta Cavalli (FDJ-Nouvelle Aquitaine-Futuroscope) | Annemiek van Vleuten (Movistar Team)               | Demi Vollering (SD Worx)                              |                             |
| 24 kwi                        | Belgia                      | Liège-Bastogne-Liège Femmes              | 1.WWT                       | Annemiek van Vleuten (Movistar Team)               | Grace Brown (FDJ-Nouvelle Aquitaine-Futuroscope)   | Demi Vollering (SD Worx)                              |                             |
| 13 – 15 maja 2022             | Hiszpania                   | Itzulia Women                            | 2.WWT                       | Demi Vollering (SD Worx)                           | Pauliena Rooijakkers (Canyon-SRAM Racing)          | Kristen Faulkner (Team BikeExchange-Jayco)            |                             |
| 19 – 22 maja 2022             | Hiszpania                   | Vuelta a Burgos Féminas                  | 2.WWT                       | Juliette Labous (Team DSM)                         | Évita Muzic (FDJ-Nouvelle Aquitaine-Futuroscope)   | Demi Vollering (SD Worx)                              |                             |
| 27 – 29 maja 2022             | Wielka Brytania             | RideLondon Classique                     | 2.WWT                       | Lorena Wiebes (Team DSM)                           | Elisa Balsamo (Trek-Segafredo)                     | Emma Norsgaard (Movistar Team)                        |                             |
| 6 – 11 czerwca 2022           | Wielka Brytania             | Tour of Britain Women                    | 2.WWT                       | Elisa Longo Borghini (Trek-Segafredo)              | Grace Brown (FDJ-Nouvelle Aquitaine-Futuroscope)   | Katarzyna Niewiadoma (Canyon-SRAM Racing)             |                             |
| 30 czerwca – 10 lipca 2022    | Włochy                      | Giro d'Italia Women                      | 2.WWT                       | Annemiek van Vleuten (Movistar Team)               | Marta Cavalli (FDJ-Nouvelle Aquitaine-Futuroscope) | Margarita Victoria García (UAE Team ADQ)              |                             |
| 24 – 31 lipca 2022            | Francja                     | Tour de France Femmes                    | 2.WWT                       | Annemiek van Vleuten (Movistar Team)               | Demi Vollering (SD Worx)                           | Katarzyna Niewiadoma (Canyon-SRAM Racing)             |                             |
| 6 sie                         | Szwecja                     | Open de Suède Vårgårda TTT               | 1.WWT                       | Trek-Segafredo                                     | SD Worx                                            | Team DSM                                              |                             |
| 7 sie                         | Szwecja                     | Open de Suède Vårgårda                   | 1.WWT                       | Audrey Cordon-Ragot (Trek-Segafredo)               | Pfeiffer Georgi (Team DSM)                         | Valerie Demey (Liv Racing Xstra)                      |                             |
| 9 – 14 sierpnia 2022          | Norwegia                    | Tour of Scandinavia                      | 2.WWT                       | Cecilie Uttrup Ludwig (FDJ-Suez-Futuroscope)       | Liane Lippert (Team DSM)                           | Alexandra Manly (Team BikeExchange-Jayco)             |                             |
| 27 sie                        | Francja                     | Classic Lorient Agglomération            | 1.WWT                       | Margarita Victoria García (UAE Team ADQ)           | Amber Kraak (Team Jumbo-Visma)                     | Grace Brown (FDJ-Suez-Futuroscope)                    |                             |
| 30 sierpnia – 4 września 2022 | Holandia                    | Holland Ladies Tour                      | 2.WWT                       | Lorena Wiebes (Team DSM)                           | Audrey Cordon-Ragot (Trek-Segafredo)               | Karlijn Swinkels (Team Jumbo-Visma)                   |                             |
| 7 – 11 września 2022          | Hiszpania                   | La Vuelta Femenina                       | 2.WWT                       | Annemiek van Vleuten (Movistar Team)               | Elisa Longo Borghini (Trek-Segafredo)              | Demi Vollering (SD Worx)                              |                             |
| 7 – 9 października 2022       | Szwajcaria                  | Tour de Romandie Féminin                 | 2.WWT                       | Ashleigh Moolman-Pasio (SD Worx)                   | Annemiek van Vleuten (Movistar Team)               | Elisa Longo Borghini (Trek-Segafredo)                 |                             |
| 13 – 15 października 2022     | Chiny                       | Tour of Chongming Island                 | 2.WWT                       | odwołany                                           |                                                    |                                                       |                             |
| 18 paź                        | Chiny                       | Tour of Guangxi Women                    | 1.WWT                       | odwołany                                           |                                                    |                                                       |                             |

## Zespoły
W sezonie 2022 w dywizji UCI Women’s WorldTeam znalazło się 14 zespołów:
| translation for headoftableIII_translate index 58 not found (14)- Canyon-SRAM Racing - EF Education-TIBCO-SVB - FDJ Nouvelle Aquitaine Futuroscope - Human Powered Health - Liv Racing Xstra - Movistar Team - Roland Cogeas-Edelweiss Squad - Team BikeExchange-Jayco - Team DSM - Team Jumbo-Visma - SD Worx - Trek-Segafredo - UAE Team ADQ - Uno-X Pro Cycling Team |
| |